# 恒和薬品
株式会社恒和薬品（こうわやくひん）は、アルフレッサ ホールディングスグループの一社で、福島県郡山市に本社を置く企業であった。現在は東北アルフレッサとなっている。東北六県を営業圏としていた。

## 沿革
- 1737年 - 創業。
- 1971年 - 会社設立。
- 1983年8月1日 - 株式会社福薬根本と株式会社タキタの卸部門を吸収。社名を「株式会社恒和薬品」に変更。
- 1995年10月 -  福神株式会社（現・アルフレッサ株式会社）が株式51.1%を取得。同社の子会社となる。
- 2005年10月1日 - 名古屋市に本社を置くシーエス薬品に一般用医薬品の卸部門を譲渡。
- 2006年7月 - 本社社屋が環境マネジメントシステム「ISO 14001」の認証を取得。
- 2012年10月1日 - 株式交換によりアルフレッサ ホールディングス株式会社の完全子会社となる。
- 2018年10月1日 - 小田島と経営統合し東北アルフレッサとなる。

## 営業拠点
- 福島県：郡山本社、郡山第一営業所、郡山第二営業所、会津第一営業所、会津第二営業所、白河営業所、いわき第一営業所、いわき第二営業所、福島第一営業所、福島第二営業所、南相馬営業所（旧原町第一営業所）、関連事業部、物流センター
- 宮城県：仙台第一営業所、仙台第二営業所、仙台南第一営業所、仙台南第二営業所、古川営業所、石巻営業所
- 山形県：山形営業所、米沢営業所、庄内営業所、新庄出張所
- 岩手県：盛岡営業所、水沢営業所、釜石営業所
- 秋田県：秋田営業所、大館営業所、横手営業所
- 青森県：青森営業所、八戸営業所、弘前営業所、岩手北出張所（八戸営業所に併設）

## 主な取引メーカー
- 武田薬品、中外製薬、ファイザー、第一三共、万有製薬、ノバルティス、アステラス製薬、エーザイ、グラクソ・スミスクライン、協和発酵、田辺製薬、小野薬品工業、明治製菓、テルモ、ツムラ、興和、久光製薬、大鵬薬品